# Nicolás Medina (Fußballspieler, 1987)
Nicolás Esteban Medina Ríos (* 28. März 1987 in Santiago) ist ein ehemaliger chilenischer Fußballspieler. Der Stürmer wurde mit der U20-Nationalmannschaft Dritter bei der Junioren-Fußballweltmeisterschaft 2007 in Kanada.

## Karriere

### Verein
Nicolás Medina begann seine fußballerische Karriere in der Jugend von Universidad de Chile und wurde 2006 in die erste Mannschaft befördert. Ebenfalls in diesem Jahr erhielt er ein Angebot von Real Madrid, lehnte es jedoch ab, da er sich noch weiterentwickeln wollte, bevor er den Schritt nach Europa wagte. Im folgenden Jahr unterschrieb Medina bei einem anderen spanischen Verein, dem CA Osasuna, einen Vierjahresvertrag. Die Ablösesumme betrug 400.000 Euro. Er wurde sofort an den Zweitligisten SD Eibar verliehen, wo er nur selten eingesetzt wurde (zehn Spiele in 42 Partien). In der Saison 2008/09 wurde Medina erneut von Osasuna an den SD Huesca, ebenfalls aus der zweiten spanischen Liga, ausgeliehen. Dort kam er etwas häufiger zum Einsatz als in der vorherigen Saison und steuerte drei Tore zum Klassenerhalt des Teams aus Aragonien bei. Nach einer erneuten Leihe innerhalb Spaniens zum CD Castellón trennten sich Osasuna und Medina im März 2011 endgültig und der Chilene wechselte zum bulgarischen Verein Akademik Sofia, ehe er am Jahresende nach Chile zu Curicó Unido zurückkehrte.
Auch bei seinen anschließenden Stationen Naval und San Marcos spielte er in der Primera B und schaffte mit San Marcos im Mai 2014 den Aufstieg in die Primera División. Nach weiteren Stationen in der Primera B – erneut bei Curicó und bei den Rangers de Talca – wechselte Medina im August 2017 nach Spanien zum Amateurklub Villarrubia und kurz danach zu Schwedens Amateurklub Arameisk-Syrianska, bei dem er jedoch kein Ligaspiel bestritt. Seine letzten Karrierejahre verbrachte Medina in Andorra beim FC Lusitanos, beim FC Santa Coloma und beim Inter Club d’Escaldes. Im Oktober 2021 gab er seinen Rücktritt als Profifußballspieler bekannt.

### Nationalmannschaft
In der U20-Nationalmannschaft spielte Medina bei der Südamerikameisterschaft 2007 in Paraguay und bei der Junioren-Fußballweltmeisterschaft 2007 in Kanada und belegte mit Chile den dritten Platz. Im ersten Gruppenspiel gegen die Republik Kongo erzielte Medina einen Treffer.

## Erfolge
San Marcos
- Chilenischer Zweitligameister: 2013/14

Santa Coloma
- Andorranischer Supercup-Sieger: 2019